# Nevadia
A Nevadia a háromkaréjú ősrákok (Trilobita) osztályának a Redlichiida rendjéhez, ezen belül a Nevadiidae családjához tartozó nem.

## Rendszerezés
A nembe az alábbi fajok tartoznak:
- Nevadia addyensis Okulitch, 1951
- Nevadia bacculenta Fritz, 1972
- Nevadia cartlandi
- Nevadia faceta Fritz, 1972
- Nevadia fritzi Lieberman, 2001
- Nevadia gracile Walcott, 1910
- Nevadia mountjoyi Fritz, 1992
- Nevadia orbis
- Nevadia ovalis McMenamin, 1987
- Nevadia parvoconica Fritz, 1992
- Nevadia weeksi Walcott, 1910 típusfaj